# Amaro José d'Ávila da Silveira
Amaro José D’Ávila da Silveira foi um magistrado e político brasileiro.
Filho de Amaro da Silveira, cursou a Faculdade de Direito de São Paulo, graduando-se em 1842 
Era juiz municipal em Pelotas em 1847.
Foi deputado provincial do Rio Grande do Sul na 2ª Legislatura da Assembleia Legislativa Provincial do Rio Grande do Sul, em 1846, foi deputado provincial até 1864, também deputado geral (1861/64) e vereador e presidente da Câmara de Pelotas (1853/56).